# Афанасий (епископ Пермский)
Епископ Афанасий (ум. 1547) — епископ Русской церкви, епископ Пермский и Вологодский.

## Епископ
В 1543 году хиротонисан во епископа Пермского и Вологодского.
Хотя центром епархии считался Усть-Вымь, Владыка святительствовал в Вологде.
Ничем особенным в истории Вологодской епархии отмечен не был.
Преемником Владыки Афанасия в 1547 году стал Киприан.